# 高木健一
高木 健一（たかぎ けんいち、1944年（昭和19年） - ）は、日本の弁護士。第二東京弁護士会、麹町国際法律事務所所属。
韓国では福島瑞穂とともに日本の慰安婦問題に関する最初期の対日補償請求運動を展開したほか、在樺コリアン帰還訴訟、韓国人やインドネシア人慰安婦の対日補償請求運動を展開した。

## 経歴
1944年(昭和19)5月15日、満洲鞍山生まれ。
東京大学法学部卒。民主党の仙谷由人とは大学時代からの友人であり、その後の日本の戦争責任に関する訴訟運動などでもコンビを組んでいたともいわれる。
1973年、弁護士登録。1975年、サハリン残留韓国人帰還問題で訴訟運動を展開し、原告弁護団事務局長となる。その後、従軍慰安婦問題やアジア全体の戦後補償問題に関与してきた。
これまでの役職は、
- 朝鮮被爆者調査代表団団長
- 日弁連人権擁護委員会朝鮮人被爆者問題調査委員長
- 戦後補償国際フォーラム実行委員長(平成6年)[2]。
- 高木健一法律事務所長、等がある。

## 活動

### インドネシアにおける慰安婦の対日補償請求運動支援
1990年代に、高木ら日弁連はインドネシアにおける慰安婦の対日補償請求運動の支援を行った。1992年、インドネシア外務省は慰安婦問題について「過大視しない」「韓国が（日本に対して）行ったような要求も出すつもりもない」と声明を発表したが、翌年の1993年4月に、高木や村山晃(現京都第一法律事務所所属)弁護士ら日弁連調査団がインドネシアを訪問し、地元紙に「補償のために日本からやってきた。元慰安婦に対して名乗り出て欲しい」という内容の広告を出し

、また日弁連調査団はインドネシア法律扶助協会(LBH)などと共同で元慰安婦の証言を集めはじめた。その後、同1993年8月末までに代行業者まで出現し、約17000人の元慰安婦が名乗り出た。
さらに、高木は戦中に日本軍補助兵だったインドネシア人兵補への補償運動を行っていた兵補中央協議会を訪問し、慰安婦の実態調査を行うことを提案。兵補中央協議会は1995年から元慰安婦の登録作業を開始し、全国で19753名の登録が行われた。（1996年3月までに2万2千人のアンケートを集め、補償請求が兵補300万、慰安婦200万であったとも、名乗り出れば200万円の補償を得ることができると宣伝されたともいわれる。）兵補中央協議会会長のタスリップ・ラハルジョは「東京の高木弁護士の指示を受けて始めた。『早く進めろ』と催促も受けた」と述べている。また同協議会は、慰安婦登録者を対象としてアンケートを実施していたが、「高木弁護士の文案で作成された」とラハルジョは証言している。なお、当時同協議会の事務所には「反天皇制」「国連平和維持活動(PKO)　ノー」と書かれた日本の支援者からの寄せ書きが飾られていた。高木と日弁連は産経新聞や雑誌報道でインドネシアにおける慰安婦騒動が日本国内で報道され批判されると集めた約２万人の女性達に何の説明もしないまま放置し日本へ逃げ帰った。
1996年9月29日、中京テレビ制作・日本テレビ系列のドキュメンタリー番組NNNドキュメント「IANFU(慰安婦)　インドネシアの場合には」が放送された。これについてインドネシア英字紙「インドネシア・タイムス」会長のジャマル・アリは「ばかばかしい。針小棒大である。一人の兵隊に一人の慰安婦（インドネシアに居た日本兵は約2万人だった）がいたというのか。どうしてインドネシアのよいところを映さない。こんな番組、両国の友好に何の役にも立たない。我々には、日本罵倒体質の韓国や中国と違って歴史とプライドがある。『お金をくれ』などとは、360年間、わが国を支配したオランダにだって要求しない」と批判した。
1996年10月、インドネシアは日本政府が3.8億円を元慰安婦を含む高齢者の福祉事業を展開することに合意した。1996年11月14日、スエノ社会大臣は事件を焚きつけた日本人達（共産党・朝日新聞・日弁連ら）に対して「インドネシア政府は、この問題で補償を要求したことはない」「しかし日本政府（村山富市首相）が元慰安婦にお詫びをしてお金を払いたいというので戴くが、元慰安婦個人には渡さず、女性の福祉や保健事業のために使う」「日本との補償問題は1958年の協定(日本とインドネシア共和国との間の平和条約)により、完結している」と声明、「慰安婦問題の処理は政府に任せて、個人や団体の私益に悪用されないよう」にと呼びかけた。インドネシアの一閣僚は「今回の事件の発端は日本側だ。悪質きわまりない。だが、我々は日本人を取り締まることはできない。インドネシアの恥部ばかり報じてインドネシア民族の名誉を傷つけ、両国の友好関係を損なうような日本人グループがいることが明白になった。あなた方日本人の手で何とかしてください。」と取材した中嶋慎三郎に語った。

### 韓国における慰安婦の対日補償請求運動の支援
また、社民党副党首の福島瑞穂らと共に韓国で賠償訴訟の原告となる元慰安婦を募集した。アジア太平洋戦争韓国人犠牲者補償請求事件では主任弁護人を務めた。

### ロシア・サハリンにおける対日補償請求運動の示唆
他に、戦後もサハリン現地に留め置かれた在樺コリアン帰還事業に関する対日要求について、サハリン高麗人協会のパク・ケーレン会長に対し「もっと日本から賠償を取れるから要求しなさい」と教唆したことが報じられている。

### パプアニューギニア、マーシャル諸島、ミクロネシア連邦における対日補償請求運動の支援
戦中の慰安婦と人肉食の被害（被害者が約９万5000人にのぽり、人肉食の被害が2300余人、約6500人が強姦殺人と朝日新聞夕刊で1998/8/3報道）に対して、日本政府の補償を求めて来日したパプアニューギニアのガブリエル・ラク氏一行に引率。外務省・内閣外政審議室、アジア女性基金などと会合をもったが反応はいまひとつで、証拠について高木氏は「人肉食など日本軍が記録するはずがないじゃないか」と反論
。

## 関わった主要な訴訟
- 樺太残留者帰還請求訴訟 - この件では提訴取り下げ後の1989年に韓国政府から国民勲章牡丹章を授与され[2]、「これをモデルケースとしてこれからも同じように補償裁判を起こしていく」と発言。一方で、ずっと帰還運動をしてきた朴魯学夫婦は、この弁護団は在樺コリアンの帰還を求めるのではなく、日本を糾弾することのみが目的であった、と批判している[18]。またこの裁判においては吉田清治を証人として出廷させ、2度にわたって法廷証言をさせた上で、その証言を「歴史的にも非常に大きな意義がある」と称賛した[19]が、吉田の証言は虚構であったことが2014年の朝日新聞の訂正記事でも明らかになっている。
- アジア太平洋戦争韓国人犠牲者補償請求事件

## 批判・評価
藤岡信勝は1996年11月30日の『朝まで生テレビ!』「元日本帝国軍人50人の戦争と平和」で、高木本人に対してインドネシアの慰安婦問題は高木の「自作自演」「火のない所に煙を立てて回っている」等の批判を行った。また、慰安婦問題の運動は「日本帝国主義・軍国主義の＜被害者＞を地の果てまでも出かけて探し出し、何ら訴訟など考えもしなかった当事者に、原告になるよう依頼・説得し、訴訟を通じて＜事実＞をつくり出す」「被害者がいて、それを支える運動がおこるのではなく、反日運動のため被害者を見つけ出して利用するというところに、この運動モデルの特異性がある」とし、高木がそのような運動のモデルを在樺コリアン訴訟のなかで見いだしたと指摘している。
西岡力は、2007年と2012年に草思社から「よくわかる慰安婦問題」など慰安婦問題に関する書籍を2作品発表し、この中で、慰安婦強制連行の主張をとる弁護士の高木健一を「事実を歪曲しても日本を非難すればよいという姿勢」などと論評した。これに対し論評された高木は、名誉を傷つけられたとして、西岡と出版元の草思社に対して出版の差し止めと1000万円の損害賠償を求めて名誉毀損訴訟を東京地裁に起こしたが、1審東京地裁は2014年2月、「記述の前提事実の重要な部分が真実であるか、または真実と信じたことに相当な理由がある。公益を図る目的で執筆されており、論評の域を逸脱するものではない」として原告の訴えを棄却した。2審東京高裁も1審を支持した。2015年1月14日、最高裁第二小法定(鬼丸かおる裁判長)は原告側の上告を棄却した。これにより、高木健一の敗訴が確定し、西岡が勝訴した。同裁判の勝訴を受けて西岡は「言論には言論でという原則に反する裁判は何とも後味が悪かった。」と述べている。また、同様に訴訟を起こされた植村隆との裁判についても、同じ感想を述べている。

## 著書

### 単著
- 『従軍慰安婦と戦後補償―日本の戦後責任』（三一書房 1992年）
- 『サハリンと日本の戦後責任 増補改訂版』（凱風社 1992年）
- 『戦後補償の論理―被害者の声をどう聞くか』（れんが書房新社 1994年）
- 『今なぜ戦後補償か』（講談社現代新書, 2001年）

### 共著・編著
- 『待ちわびるハルモニたち　サハリンに残された韓国人と留守家族』梨の木舎、1987年
- 『香港軍票と戦後補償』石田甚太郎、仙谷由人、小林英夫、大久保青志、和仁廉夫共編著 (明石書店 1993年）
- 『もう待てない 今こそ戦後補償を』（凱風社 1995年）